# Uniwersjada

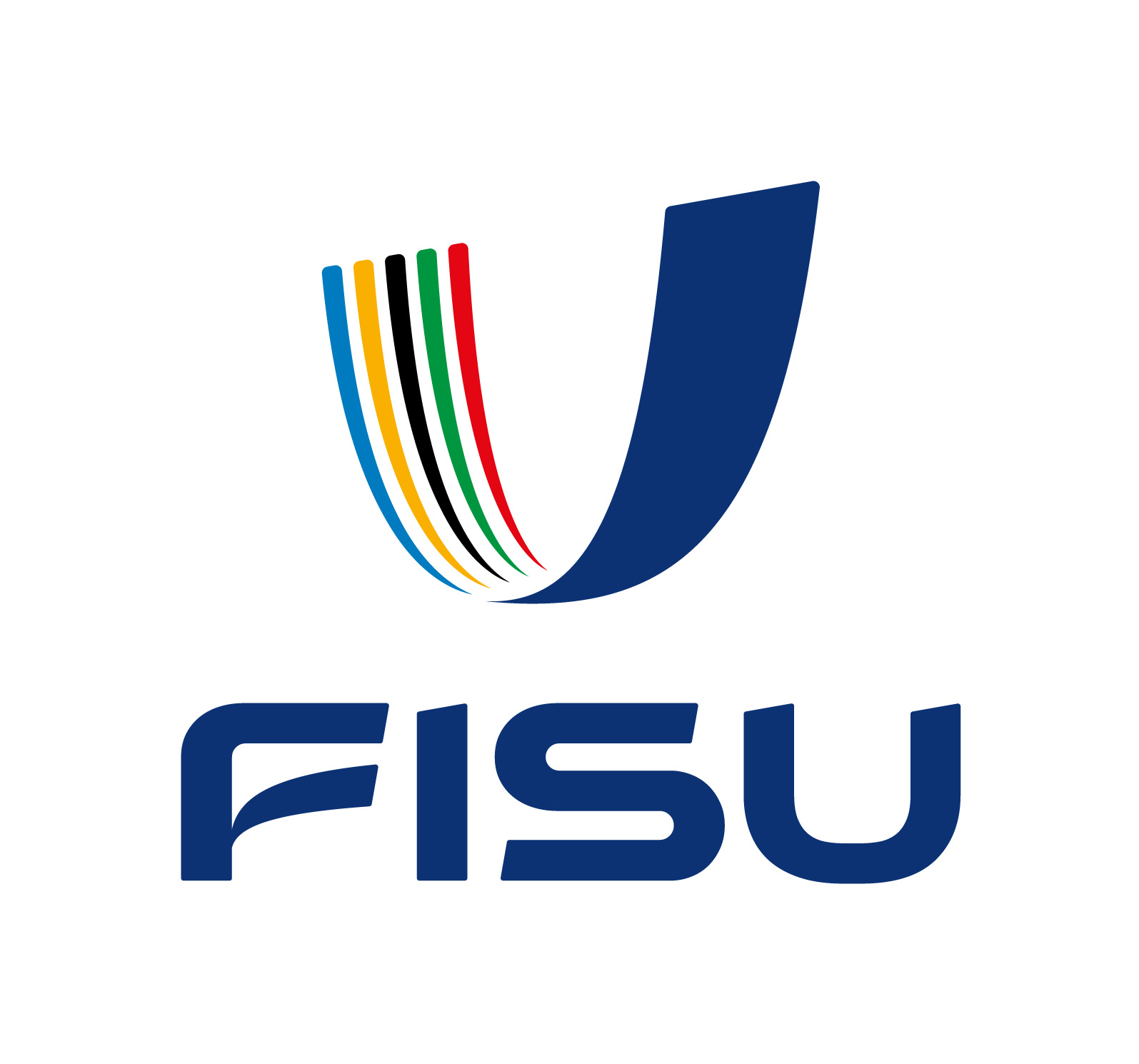
Emblemat FISU

Uniwersjada – międzynarodowe multidyscyplinarne zawody sportowe, organizowane co dwa lata w cyklu letnim i zimowym zawsze pomiędzy letnimi i zimowymi igrzyskami olimpijskimi.
W zawodach uczestniczą reprezentacje krajów skupionych w Międzynarodowej Federacji Sportu Akademickiego.

## Historia
W 1923 roku pod auspicjami organizacji Union Nationale des Étudiants Français odbyły się w Paryżu międzynarodowe mistrzostwa uniwersyteckie. Rok później w Warszawie przeprowadzono letnie mistrzostwa świata studentów, których organizatorem było Confédération Internationale des Étudiants – w 1930 zawody te przemianowano na międzynarodowe igrzyska uniwersyteckie. Pierwszy raz kobiety wystąpiły w zawodach w 1930 roku. Po II wojnie światowej pierwsza edycja zawodów odbyła się w 1947 roku, a dwa lata później po powstaniu FISU impreza została nazwana letnim międzynarodowym tygodniem sportu uniwersyteckiego. Pierwszy raz impreza pod nazwą Uniwersjada została rozegrana w 1959 roku w Turynie. Orędownikiem imprezy był m.in. Primo Nebiolo.
Od 1947 do 1962 roku pod auspicjami organizacji Union Internationale des Étudiants organizowano alternatywne dla zawodów FISU międzynarodowe igrzyska sportowe studentów.

## Edycje
| Edycja      | Gospodarz         | Stadion                            | Przypisy |
| ----------- | ----------------- | ---------------------------------- | -------- |
| 1959        | Turyn             | Stadio Comunale                    |          |
| 1961        | Sofia             | Stadion Wasiła Lewskiego           |          |
| 1963        | Porto Alegre      | Estádio Olímpico Monumental        |          |
| 1965        | Budapeszt         | Népstadion                         |          |
| 1967        | Tokio             | Narodowy Stadion Olimpijski        |          |
| 1970        | Turyn             | Stadio Comunale                    | [ 3 ]    |
| 1973        | Moskwa            | Stadion Łużniki                    |          |
| 1975        | Rzym              | Stadio Olimpico                    | [ a ]    |
| 1977        | Sofia             | Stadion Wasiła Lewskiego           |          |
| 1979        | Meksyk            | Estadio Olímpico Universitario     |          |
| 1981        | Bukareszt         | Stadion Narodowy                   |          |
| 1983        | Edmonton          | Commonwealth Stadium               |          |
| 1985        | Kobe              | Kobe Universiade Memorial Stadium  |          |
| 1987        | Zagrzeb           | Maksimir                           |          |
| 1989        | Duisburg          | Wedaustadion                       |          |
| 1991        | Sheffield         | Don Valley Stadium                 |          |
| 1993        | Buffalo           | University at Buffalo Stadium      |          |
| 1995        | Fukuoka           | Fukuoka Dome                       |          |
| 1997        | Sycylia           | Stadio Angelo Massimino            |          |
| 1999        | Palma de Mallorca | ONO Estadi                         |          |
| 2001        | Pekin             | Stadion Robotników                 | [ 4 ]    |
| 2003        | Daegu             | Stadion Daegu                      | [ 5 ]    |
| 2005        | Izmir             | Stadion im. Atatürka               | [ 6 ]    |
| 2007        | Bangkok           | Stadion Narodowy Rajamangala       | [ 7 ]    |
| 2009        | Belgrad           | Beogradska Arena                   | [ 8 ]    |
| 2011        | Shenzhen          | New Shenzhen Stadium               | [ 9 ]    |
| 2013        | Kazań             | Stadion Centralny w Kazaniu        | [ 10 ]   |
| 2015        | Gwangju           | Stadion Gwangju World Cup          | [ 11 ]   |
| 2017        | Tajpej            | Stadion Miejski w Tajpej           | [ 12 ]   |
| 2019        | Neapol            | Stadio San Paolo                   | [ 13 ]   |
| 2021 (2023) | Chengdu           | Dong'an Lake Sports Center         | [ 14 ]   |
| 2023        | Jekaterynburg     | Stadion Centralny w Jekaterynburgu | [ 15 ]   |
| 2025        | Ren-Ruhra         | Schauinsland-Reisen-Arena          | [ 16 ]   |
| 2027        | Chungcheong       | Stadion Daejon World Cup           | [ 17 ]   |

| Edycja | Gospodarz                            | Przypisy             |
| ------ | ------------------------------------ | -------------------- |
| 1960   | Chamonix                             |                      |
| 1962   | Villars                              |                      |
| 1964   | Špindlerův Mlýn                      |                      |
| 1966   | Sestriere                            |                      |
| 1968   | Innsbruck                            |                      |
| 1970   | Rovaniemi                            |                      |
| 1972   | Lake Placid, Nowy Jork               |                      |
| 1975   | Livigno                              |                      |
| 1978   | Špindlerův Mlýn                      |                      |
| 1981   | Jaca                                 |                      |
| 1983   | Sofia                                |                      |
| 1985   | Belluno                              |                      |
| 1987   | Szczyrbskie Jezioro                  |                      |
| 1989   | Sofia                                |                      |
| 1991   | Sapporo                              |                      |
| 1993   | Zakopane                             |                      |
| 1995   | Jaca                                 | [ 18 ]               |
| 1997   | Muju                                 | [ 18 ]               |
| 1999   | Poprad                               | [ 18 ]               |
| 2001   | Zakopane                             | [ 19 ]               |
| 2003   | Tarvisio                             | [ 20 ]               |
| 2005   | Innsbruck                            | [ 18 ]               |
| 2007   | Turyn                                | [ 21 ]               |
| 2009   | Harbin                               | [ 22 ]               |
| 2011   | Erzurum                              | [ 23 ]               |
| 2013   | Trydent                              | [ 24 ] [ 25 ] [ 26 ] |
| 2015   | Grenada Szczyrbskie Jezioro, Osrblie | [ 27 ]               |
| 2017   | Ałmaty                               | [ 12 ]               |
| 2019   | Krasnojarsk                          | [ 28 ]               |
| 2021   | Lucerna                              | [ 30 ]               |
| 2023   | Lake Placid                          | [ 31 ]               |
| 2025   | Turyn                                |                      |

## Uniwersjady w Polsce
W Polsce odbyły się dotychczas dwie uniwersjady: 16 Zimowa Uniwersjada w 1993 i 20 Zimowa Uniwersjada w 2001, obie w Zakopanem. Starania o organizację 24 Letniej Uniwersjady w 2007, 25 Letniej Uniwersjady w 2009 i 26 Letniej Uniwersjady w 2011 podjęło miasto Poznań, które przegrało z Bangkokiem – stolicą Tajlandii, Belgradem – stolicą Serbii oraz chińskim Shenzhen.